# 18170 Рамджівен
18170 Рамджівен (18170 Ramjeawan) — астероїд головного поясу, відкритий 24 серпня 2000 року.
Тіссеранів параметр щодо Юпітера — 3,348.